# Le Procès de Vérone
Pour plus de détails, voir Fiche technique et Distribution.
Le Procès de Vérone (Il processo di Verona) est un film de procès italien réalisé par Carlo Lizzani, sorti en 1963.

## Synopsis
Le film raconte les phases terminales du régime fasciste, en particulier le procès de Vérone, évoqué comme un « drame de cour » du point de vue d'Edda Ciano, fille de Mussolini et épouse de Galeazzo Ciano, principal accusé du procès,.
Le 24 juillet 1943, pendant la réunion du Grand Conseil du fascisme, l'Ordre du jour Grandi est porté aux votes. Il destitue Benito Mussolini et rend le commandement des forces armées au roi Victor-Emmanuel III qui le fait arrêter le jour suivant.
Après l'Armistice de Cassibile du 8 septembre et la libération du Duce le 12 septembre (Opération Eiche), les signataires de l'ordre du jour qui n'ont pas réussi à s'échapper, Galeazzo Ciano, gendre et dauphin du Duce, Emilio De Bono, Giovanni Marinelli, Carlo Pareschi, Luciano Gottardi et Tullio Cianetti, sont arrêtés et mis en attente de procès pour trahison.
Les six prévenus sont jugés à Vérone, dans la République sociale italienne, du 8 au 10 janvier 1944, tandis que l'épouse de Ciano, Edda, tente en vain de négocier avec les Allemands qui dirigent le procès en sous-main afin de sauver la vie de son mari qui est finalement condamné à mort et fusillé avec les autres le 11 janvier 1944.

## Fiche technique
- Titre original : Il processo di Verona
- Titre français : Le Procès de Vérone
- Réalisation : Carlo Lizzani
- Scénario : Sergio Amidei et Ugo Pirro
- Photographie : Leonida Barboni
- Musique : Mario Nascimbene
- Production : Dino De Laurentiis
- Pays d'origine : Italie
- Genre : drame
- Date de sortie : 1963

## Distribution
- Silvana Mangano : Edda Ciano
- Frank Wolff : Galeazzo Ciano
- Vivi Gioi : Rachele Mussolini
- Françoise Prévost : Frau Beetz
- Salvo Randone : Fortunato
- Ivo Garrani : Roberto Farinacci
- Andrea Checchi : Dino Grandi
- Henri Serre : Emilio Pucci
- Claudio Gora : Cersosimo
- Gennaro Di Gregorio : Emilio De Bono
- Curt Lowens : Capitaine allemand
- Filippo Scelzo : Giovanni Marinelli

## Récompense
- Silvana Mangano :
  - David di Donatello de la meilleure actrice (1963)
  - Ruban d'argent de la meilleure actrice (1964)